# Грушко Євген Самсонович
Євген Самсонович Грушко (нар. 1928 — ?) — український радянський діяч, залізничник, новатор виробництва, машиніст паровозного депо станції Ковель Волинської області. Депутат Верховної Ради УРСР 6-го скликання.

## Біографія
Народився в селянській родині. Батьки рано померли. Закінчив школу робітничої молоді та курси машиністів тепловозів.
З 1945 року — помічник машиніста, машиніст паровозного депо станції Ковель Волинської області. Майстер водіння великовагових поїздів.